# Autoportrait de dos
Autoportrait de dos – ou Toulouse-Lautrec, de dos – est un tableau réalisé par le peintre français Henri de Toulouse-Lautrec vers 1884. De format vertical, cette huile sur toile est un autoportrait dans lequel l'artiste se représente de dos, assis face à une toile blanche. La composition picturale comprend en outre l'inscription « oh ! que ce pet pue ! », tandis qu'un petit nuage s'échappe du postérieur du jeune homme. Partie de l'ancienne collection privée de Martine et Léon Cligman, qui l'ont achetée pour trois millions de francs en 1957, l'œuvre est conservée depuis son ouverture en 2021 au musée d'Art moderne de Fontevraud, à Fontevraud-l'Abbaye, dans le Maine-et-Loire.